# Cunninghamellaceae
Cunninghamellaceae iz reda mucorales, je familija gljiva u kojima se formiraju sporangiole sa 1 sporom (dok sporangije nisu formirane). Ove vrste se nalaze u zemljištu, đubrištu, vegetaciji.

## Taksonomija
Svojevremeno je ova porodica sadržavala četiri roda. Trenutno se govori o broju rodova u ovoj porodici. Prema Benniju i Alekopoulosu, porodica sadrži samo rod Cunninghamella. Međutim, drugi (noviji) autori naveli su druge rodove, uključujući Absidia, Halteromices i Hesseltinella. Kompletna lista može se videti na veb stranici Cunninghamellaceae koju održava Gerald L. Benni.

## Morfologija
Hife su koenocitne i proizvode sporangiofore pokrivene kalcijum oksalatom. Sporangiofori potiču od pedikelatne, nesputane sporangije. U mnogim slučajevima zid sporangijuma i spore su se stapili. Žigospore su obično ukrašene i crvenkastosmeđe sa suprotnim suspenzijama.

## Ekologija
Vrste Cunninghamella se obično nalaze na šumskim zemljištima, gnojiva, i orasima iz tropa. Pojedine vrste se mogu izolovati koristeći Czapek medijum koji se inkubira tokom 3-4 dana na temperaturi + 28-31 °C.
Poznato je nekoliko vrsta patogenih za čoveka.

## Literatura
- Åberg, A.T., C. Olsson, U. Bondesson, and M. Hedeland (2009). „A mass spectrometric study on meloxicam metabolism in horses and the fungus Cunninghamella elegans, and the relevance of this microbial system as a model of drug metabolism in the horse”. Journal of Mass Spectrometry. 44 (7): 1026—1037. Bibcode:2009JMSp...44.1026T. PMID 19291670. doi:10.1002/jms.1575..
- Alcorn, G.D., and C.C. Yeager (1938). „A monograph of the genus Cunninghamella with additional descriptions of several common species”. Mycologia. 30 (6): 653—658. doi:10.1080/00275514.1938.12017306..
- Baijal, U., and B.S. Mehrotra. (1980). „The genus Cunninghamella – a reassessment”. Sydowia. 33: 1—13..
- Benjamin, R. K. (1959). „The merosporangiferous Mucorales”. Aliso. 4 (2): 321—433. doi:10.5642/aliso.19590402.05..
- Cannon, P.F., and P.M. Kirk. 2007. Fungal families of the World. Wallingford, United Kingdom, CAB International. 456 p.
- Carmichael, J.W., W.B. Kendrick, I.L. Conners, and L. Sigler. 1980.   The University of Alberta Press, Edmonton, Alberta, Canada. 386 p.
- Cutter, V.M., Jr. 1946. The genus Cunninghamella (Mucorales). „Genera of Hyphomycetes.”. Farlowia. 2: 321—343. 1946..
- Darrisaw, L.; Hanson, G.; Vesole, DH; Kehl, SC (2000). „Cunninghamella infection post bone marrow transplant: case report and review of the lieterature”. Bone Marrow Transplantation. 25 (11): 1213—1216. PMID 10849536. doi:10.1038/sj.bmt.1702395..
- Fakas, S., S. Papanikolaou, M. Galiotou-Panayotou, and G. Anngelis (2008). „Organic nitrogen of tomato waste hydrolysate enhances glocose uptake and lipid accumulation in Cunninghamella echinulata”. Journal of Applied Microbiology. 105 (4): 1062—1070. PMID 18489559. doi:10.1111/j.1365-2672.2008.03839.x..
- Fitzpatrick, H.M. 1930. The Lower Fungi. Phycomycetes. McGraw-Hill Book Co., Inc., New York. U.S.A. 331 p.
- Hesseltine, C.W (1955). „Genera of Mucorales with notes on their synonymy”. Mycologia. 47 (3): 344—363. doi:10.1080/00275514.1955.12024460..
- Hesseltine, C.W., and J.J. Ellis. 1973. Mucorales, pp. 187–217, In G. C. Ainsworth, F. K. Sparrow, and A. S. Sussman (Eds.). The Fungi. Vol. 4b. Academic Press, New York. 504 p
- Honda, A., H. Kamei, K. Unno, K. Hiroshima, T. Kurijama, and M. Mijaji (1999). „A murine model of zygomycosis by Cunninghamella bertholletiae”. Mycopatholoia. 144 (3): 141—146. PMID 10531680. doi:10.1023/A:1007095831301..
- Kendrick, W.B., and J.W. Carmichael. 1973. Hyphomycetes, pp. 323–509. In G. C. Ainsworth, F. K. Sparrow, and A. S. Sussman (Eds.). The Fungi. Vol. IVA. Academic Press, New York. 621 p.
- Keum, Y.S., Y.H. Lee, and J.-H. Kim (2009). „Metabolium of methoxychlor by Cunninghamella elegans ATCC 36112”. Journal of Agricultural and Food Chemistry. 57 (17): 7931—7937. Bibcode:2009JAFC...57.7931K. PMID 19691325. doi:10.1021/jf902132j..
- Kirk, P.M., P.F. Cannon, D.W. Minter, and J.A. Stalpers. 2008. Ainsworth & Bisby’s Dictionary of the Fungi. 10th Ed. Wallingford, United Kingdom, CAB International. 771 p.
- Lendner, A. 1908. Les Mucorinées de la Suisse. Beiträge zur Kryptogamenflora der Schweiz. III. K.-J. Wyss, Bern, Switzerland. 180 p.
- Liu, X.-y., H. Huang, and R.-y. Zheng. „Relationships within Cunninghamella based on sequence analysis of ITS rDNA”. Mycotaxon. 80: 77—95. 2001..
- Lunn, J.A., and W.A. Shipton. 1983. Re-evaluation of taxonomic criteria in Cunninghamella. „Transactions of the British Mycological Society”. 81: 303—312..
- McNeill, J., F.R. Barrie, H.M. Burdet, V. Demoulin, D.L. Hawksworth, K. Marhold, D.H. Nicolson, J. Prado, P.C. Silva, J.E. Skog, J.H. Wiersema and N.J. Turland. [eds.]. 2006. International Code of Botanical Nomenclature (Vienna Code). [Regnum Vegetabile Vol. 126]. A.R.G. Gantner Verlag KG, Ruggell, Liechtenstein. 568 p.
- Mil’ko, A.A. 1974. Opredeltiel’ mukoral’nykh gribov Key to the identification of Mucorales. ‘Naukova Dumka’ , Kiev, Ukraine. 303 p.
- Mil’ko, A.A., and L.A. Beljakova. „„Rod Cunninghamella Matruchot I taxonomie Cunninghamellaceae [Genus Cunninghamella Matruchot and taxonomy of the Cunninghamellaceae]”. Mikrobiologiya. 36: 684—690. 1967. [English translation available in Microbiology”. Microbiology. 36 (4): 573—578. 1967., ]
- Naumov, N.A. 1935. Opredelitel Mukorovykh (Mucorales). Ed. 2. Bot. Inst. Acad. Sci. U.S.S.R. Moscow and Leningrad. 136 p.
- O’Donnell, K.L. 1979. Zygomycetes in culture. Palfrey Contributions in Botany. No. 2. Department of Botany, University of Georgia, Athens, Georgia. 257 p.
- O'Donnell, Kerry; Lutzoni, François M.; Ward, Todd J.; Benny, Gerald L. (2001). „Evolutionary relationships among mucoralean fungi (Zygomycota): Evidence for family polyphyly on a large scale”. Mycologia. 93 (2): 286—296. doi:10.1080/00275514.2001.12063160..
- Pekala, E.; Kochan, M.; Carnell, A. J. (2009). „Microbial transformation of hydroxy metabolites of 1-oxohexyl derivatives of theobromine by Cunninghamella echinulata NRRL 1384”. Letters in Applied Microbiology. 48 (1): 19—24. PMID 19018970. doi:10.1111/j.1472-765X.2008.02478.x..
- Pidoplichko, N.M., and A.A. Mil’ko. 1971. Atlas mukoral’vykh gribov Atlas of the Mucorales. Izdat. ‘Naukova Dumka,’ Kiev, Ukraine. 115p.
- Prasad, G.S., S. Girisham, and S.M. Reddy (2009). „Studies on microbial trnaformation of meloxicam by Fungi”. Journal of Microbiology and Biotechnology. 19 (9): 922—931. PMID 19809249. doi:10.4014/jmb.0811.643..
- Righi, E., C.G. Giacomazzi, V. Lindstrom, A. Albarello, O. Soro, M. Miglino, M. Perotti, O.E. Varnier, M. Gobbi, C. Viscoli, and M. Bassetti (2008). „A case of Cunninghamella bertolettii rhino-cerebral infection in a leukaemic patient and review of recent published studies”. Mycopthologia. 165 (6): 407—410. PMID 18340546. doi:10.1007/s11046-008-9098-z..
- Samson, R.A. „Revision of the genus Cunninghamella (Fungi, Mucorales)”. Proceedings Koninkl. Nederl. Akademie van Wetenschappen-Amsterdam, Series C. 72: 322—335.
- Voigt, K.; Olsson, L. (2008). „Molecular phylogenetic and scanning electron microscopical analyses places the Choanephoraceae and the Gilbertellaceae in a monophyletic group within the Mucorales (Zygomycetes, Fungi)”. Acta Biologica Hungarica. 59 (3): 365—383. Bibcode:2008AcBH...59..365V. PMID 18839703. doi:10.1556/ABiol.59.2008.3.10..
- Weitzman, Irene (1984). „The case for Cunninghamella elegans, C. Bertholletiae and C. Echinulata as separate species”. Trans. Brit. Mycol. Soc. 83 (3): 527—529. doi:10.1016/S0007-1536(84)80056-X..
- Zheng, R.-y., and G.-q. Chen. 2001. A monograph of Cunninghamella. „A monograph of Cunninghamella.”. Mycotaxon. 80: 1—75..
- Zycha, H., R. Siepmann, and G. Linnemann. 1969. Mucorales eine Beschreibung aller Gattungen und Arten dieser Pilzgruppe. Lehre, J. Cramer. 355 p.

## Spoljašnje veze
- Family page on Zygomycetes.org

|  | Molimo Vas, obratite pažnju na važno upozorenje u vezi sa temama iz oblasti medicine (zdravlja). |